# 俄羅斯勇士飛行表演隊
俄羅斯勇士飛行表演隊成立於1991年，是俄羅斯空軍的飛行表演隊，和它同時成立的還有雨燕飛行表演隊，不同的是俄羅斯勇士隊用的是重型的“側衛”系列戰鬥機而且把戰機塗成俄羅斯國旗的白藍紅三色，他們除了作為俄羅斯迎接外賓和在重要慶典（如衞國戰爭60週年慶典）進行飛行表演，也同時要和各國空軍進行交流，成立後不久就在9月18日參加英國航空展，1998年開始也到中國參加珠海航空展。

## 事件

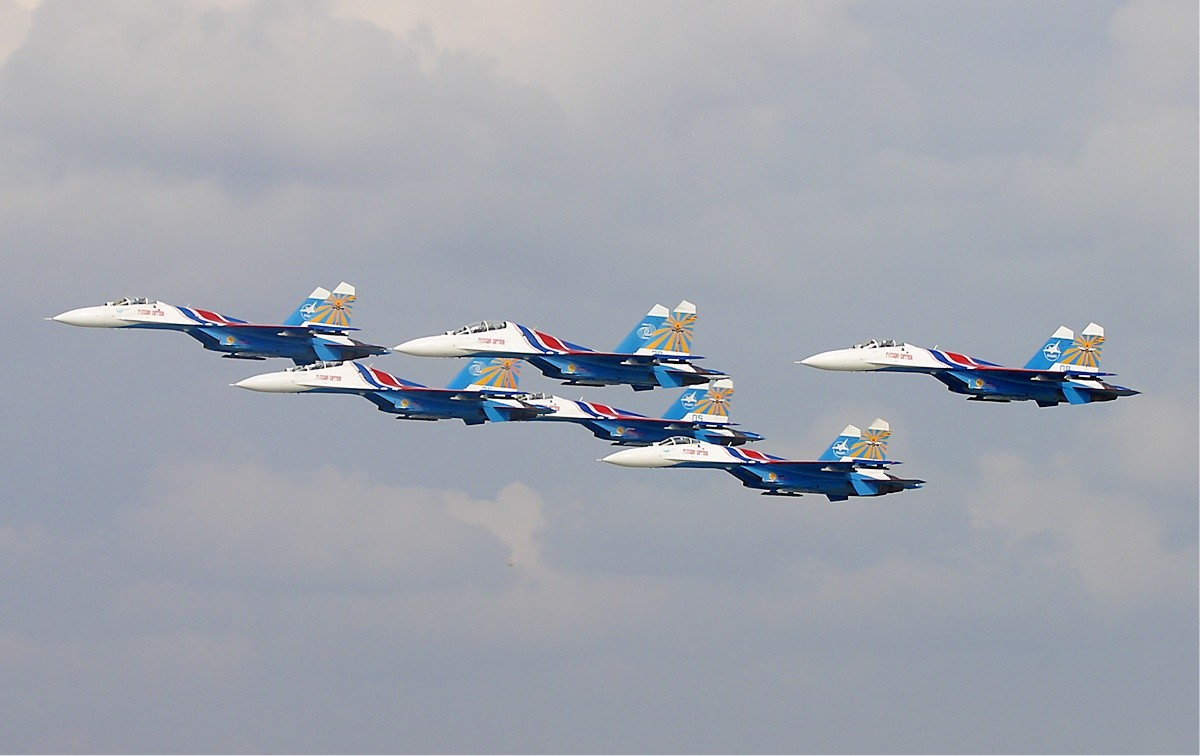
俄羅斯勇士飛行表演隊的Su-27機群。

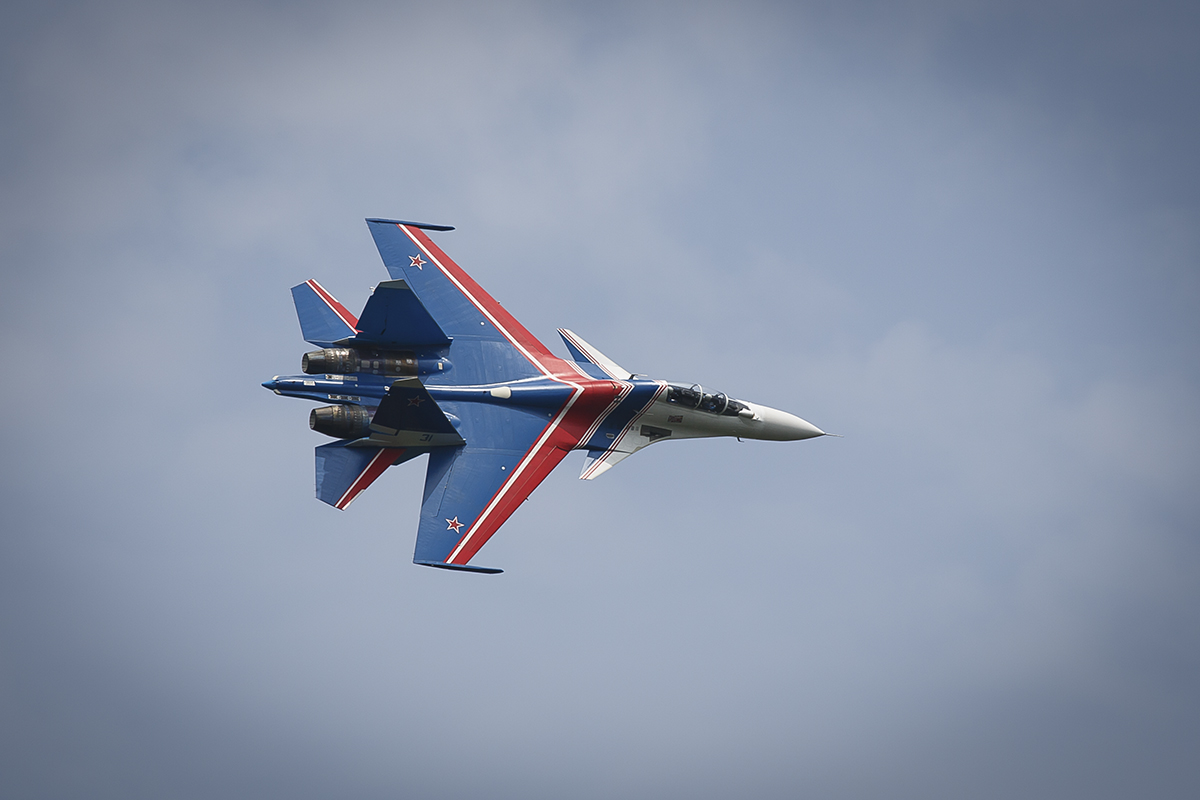
俄羅斯勇士飛行表演隊現時主力機型為Su-30SM 戰鬥轟炸機。

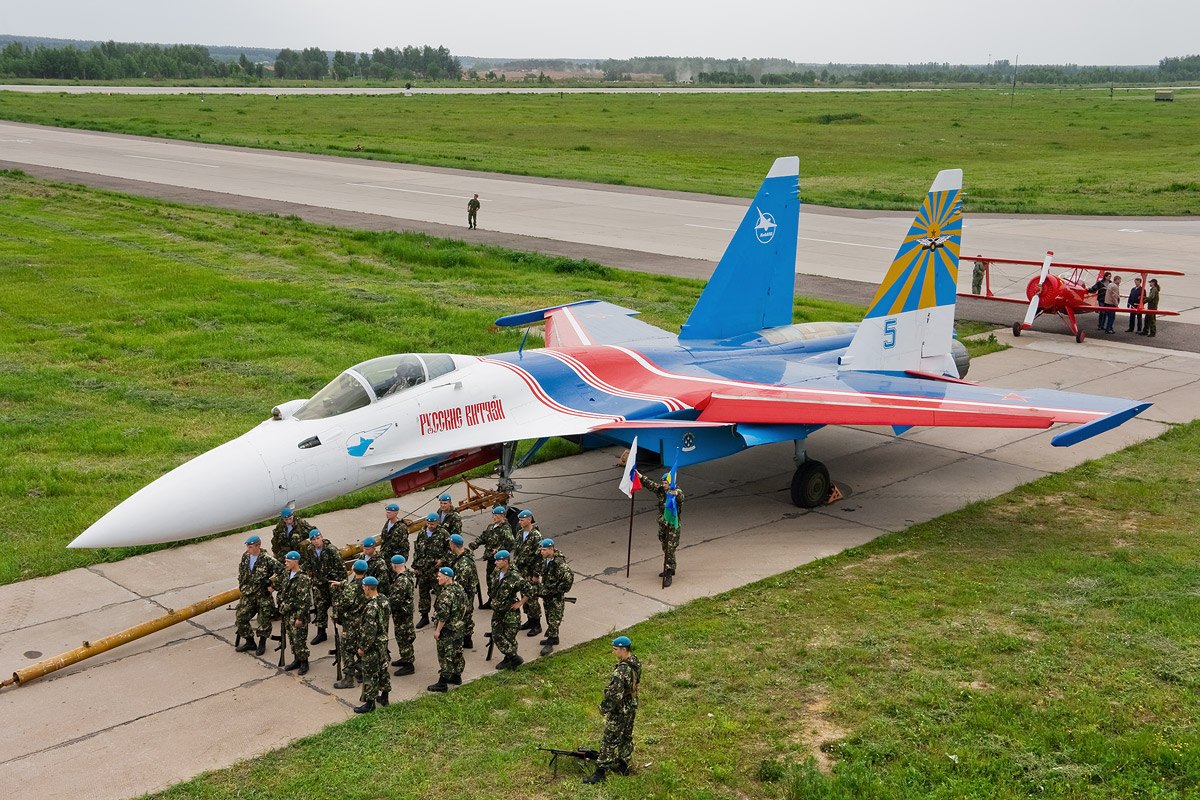
2008年前後，兩架早期型Su-35戰鬥機（留意機身前部裝備有鴨翼）曾被短暫分配到俄羅斯勇士飛行表演隊。

- 1995年12月12日，表演队在参加完马来西亚航展返航时，表演队的一架伊尔-76、5架Su-27组成混合编队原计划途经中国、越南返回俄罗斯。在经停越南降落时因气候恶劣，导致3架Su-27撞山坠毁，4名飞行员身亡。
- 2009年8月16日，表演队的两架Su-27在为莫斯科国际航空航天展览会排演特技动作时在莫斯科附近上空相撞，导致时任表演队指挥官特卡琴科身亡。[1]
- 2016年6月9日，表演队的一架Su-27在莫斯科附近坠毁，导致一名飞行员身亡。该事件导致俄罗斯军方宣布暂时停飞所有Su-27战斗机。[2]
- 2016年10月31日，表演队接收4架Su-30SM。[3]
- 2019年11月7日，表演队接收4架Su-35S，將與此前使用的 Su-30SM 混合編制。

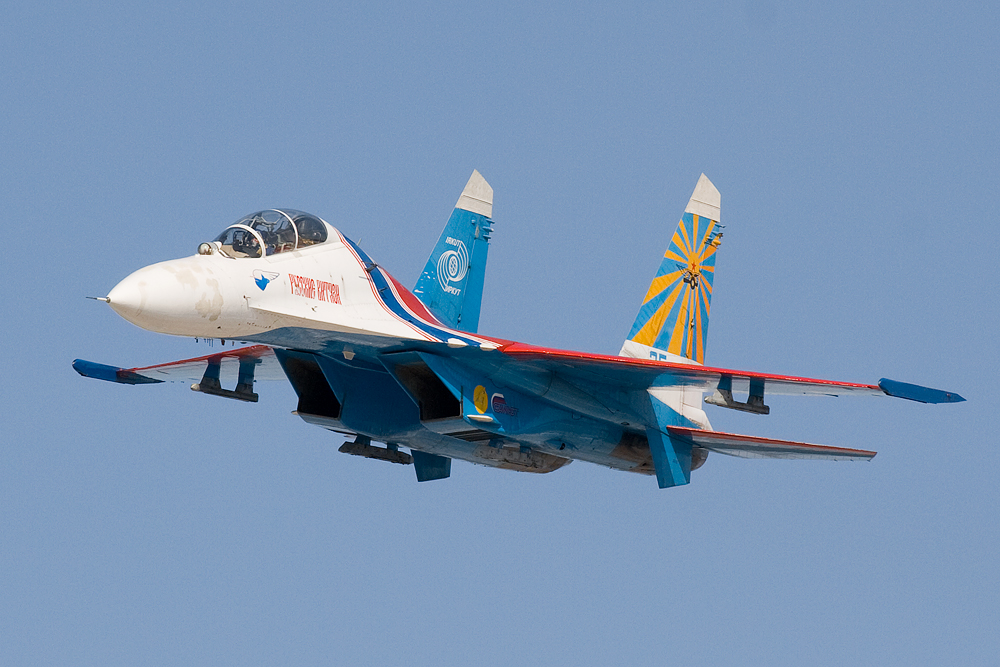
俄羅斯勇士飛行表演隊的Su-27UB戰機

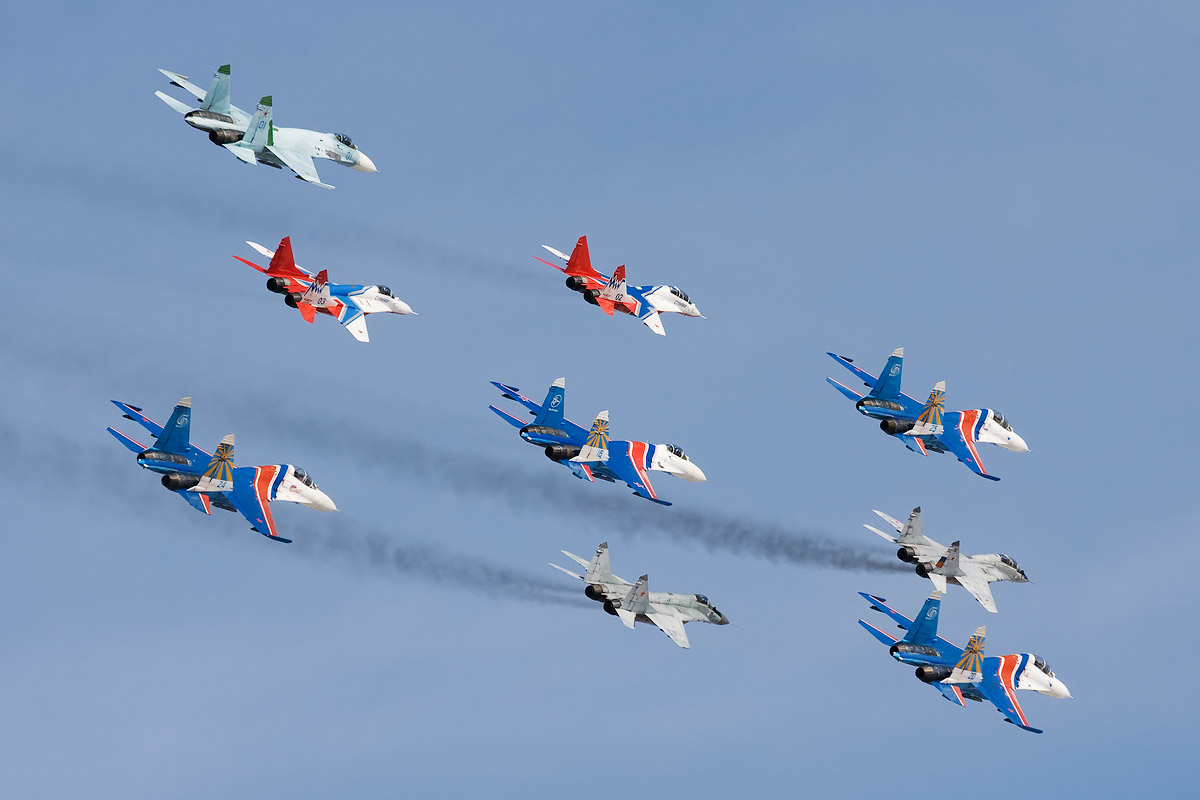
衞國戰爭60週年慶典上，雨燕飛行表演隊的米格-29和俄羅斯勇士隊的Su-27一起作飛行表演

## 外部連結
- 官方网站
- 2006年俄羅斯勇士飛行表演隊在中國張家界（页面存档备份，存于）
- 俄羅斯勇士飛行表演隊片段 （页面存档备份，存于）